# Oktawia Górniok
Oktawia Górniok (ur. 7 stycznia 1926 w Brodach, zm. 2 kwietnia 2007 w Katowicach) – polska prawniczka, specjalistka w zakresie prawa karnego – w szczególności prawa karnego gospodarczego, profesor nauk prawnych.

## Życiorys
Była jedynaczką, córką polskiego oficera. Powojenne losy łączyły ją z Wrocławiem, gdzie ukończyła studia na Wydziale Prawa Uniwersytetu Wrocławskiego. W 1966 uzyskała stopień doktora na podstawie pracy Znikome społeczne niebezpieczeństwo czynu jako podstawa stosowania art.49 kpk (na podstawie orzecznictwa sądów wrocławskich w latach 1950-1960) napisanej pod kierunkiem Witolda Świdy, a następnie otrzymała także stopień doktora habilitowanego nauk prawnych.
Od 1971 w stopniu docenta rozpoczęła karierę naukową na Wydziale Prawa Uniwersytetu Śląskiego w Katowicach. Pełniła rozliczne funkcje merytoryczne: m.in. była dziekanem WPiA (lata 1982–1983) oraz kierownikiem Katedry Prawa Karnego i Kryminologii WPiA Uniwersytetu Śląskiego. Osiągając tytuły profesora nadzwyczajnego i profesora zwyczajnego, związana była z Uniwersytetem Śląskim.
Pod jej kierunkiem stopień naukowy doktora uzyskał m.in. Wojciech Cieślak.
Do zainteresowań naukowych i dydaktycznych należały m.in.:
- pojęcie i funkcja społecznego niebezpieczeństwa czynu
- przestępstwa przeciwko działalności instytucji państwowych i społecznych
- przestępstwa przeciwko mieniu
- prawo karne gospodarcze
- międzynarodowe prawo karne (europejskie)

## Odznaczenia
Odznaczona między innymi Krzyżem Kawalerskim Orderu Odrodzenia Polski, Krzyżem Oficerskim Orderu Odrodzenia Polski, oraz Medalem Komisji Edukacji Narodowej.

## Członkostwo w korporacjach naukowych
Była członkiem Komitetu Nauk Prawnych PAN oraz Zrzeszenia Prawników Polskich.

## Miejsce spoczynku
Została pochowana na cmentarzu przy ul. Sienkiewicza w Katowicach.

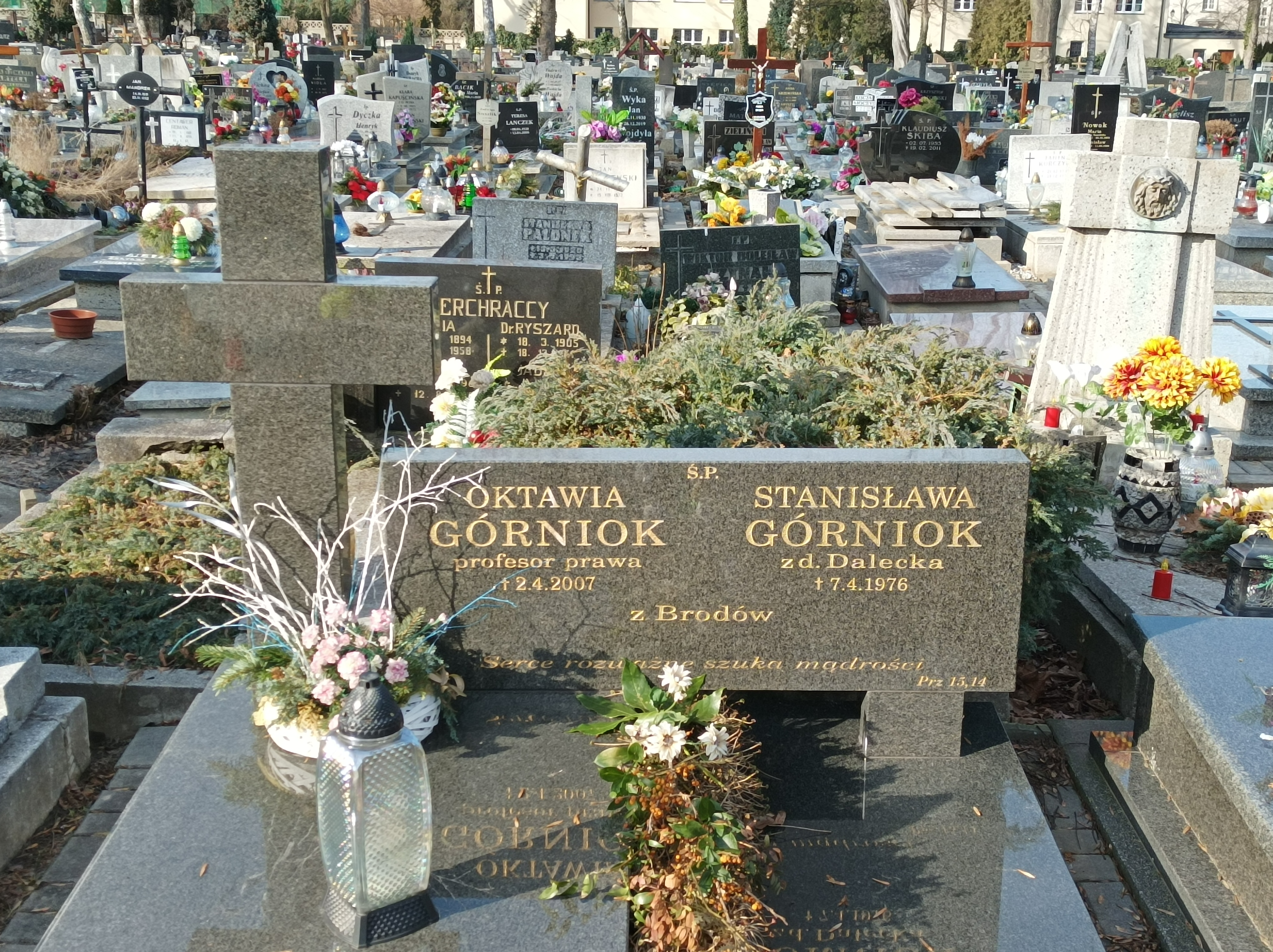
Grób prof. Oktawii Górniok na cmentarzu przy ul. Sienkiewicza w Katowicach